# 의무 징병 등록제
의무 징병 등록제(영어: Selective Service Registration)는 미국의 정부기관인 셀렉티브 서비스 시스템(Selective Service System, SSS)이 전쟁 발발시 국민을 징집하기 위해 일정 연령대의 미국인을 등록하는 제도이다. 현행 법령(Military Selective Service Act)에 따르면, 만 18세가 되는 생일로부터 30일 이내에 등록하고, 18세부터 25세 사이의 미국 시민권자 또는 영주권자인 남성을 대상으로 한다.